# 佩德羅·皮爾路易西
佩德羅·拉法葉·皮爾路易西·烏魯蒂亞（Pedro Rafael Pierluisi Urrutia；1959年4月26日—）是波多黎各的一位政治人物，2021年至2025年任波多黎各總督。他曾是新進步黨的總裁 （2013-2016），並且支持民主黨。皮爾瑞西曾任波多黎各居民代表。

## 传记
在2016年11月的选举中，正在完成驻地专员任务的皮尔路易斯支持RicardoRosselló的州长候选资格。 Jenniffer Gonzalez当选为Pierluisi的驻地专员。
2019年7月13日，调查性新闻中心在Rosselló和当地高级官员之间就电报信息进行了900页的对话，其中他们向反对派领导人，记者和记者发表了性别歧视和同性恋言论。这是要求他辞职的重要事件的触发因素。歌手Ricky Martin，同性恋和嘲弄的个人目标，与说唱歌手壞痞兔（他打断他在欧洲参加运动的行程）和RenéPerez（Calle 13的“Residente”）一起，成为运动的发言人。
鉴于挑战的严重程度，Rosselló在7月21日宣布，它不会在2020年寻求新的授权。 7月22日，针对他和电报对话的其他11名成员发出了搜查令，以便调查人员可以访问他们的手机。7月23日，在320万居民的总人口中，一场示威活动重新团聚了至少50万人，并封锁了首都圣胡安的主干道。参与此案的一些政府成员免去了州务卿路易斯·里维拉·马林的职务。州长于7月25日宣布辞职，并于7月31日任命代理州务卿皮尔路易斯。
8月2日，作为州务卿的皮尔路易斯接替罗塞塞罗担任州长和新进步党领袖。然而，他的任期是短暂的，因为波多黎各最高法院裁定他被任命为州务卿是违宪的。司法部长万达·巴斯克斯（WandaVázquez）接下来将取代他。
2021年1月2日，皮埃鲁伊斯宣誓就职。 他先举行了一个私人仪式，在最高法院首席法官麦特·奥罗诺兹·罗德里格斯的見證下宣誓就职。 随后，在波多黎各国会大厦北侧举行了有争议的公共仪式，皮埃尔·鲁伊斯在COVID-19大流行期间在400位来宾面前宣誓就职，并发表了开幕式演讲。
佩德罗·皮埃鲁伊西在2021年2月表示，国会对去年的全民公决“负有道德义务”。
2021年3月15日，佩德罗·皮埃鲁伊西（Pedro Pierluisi）表示，与从主岛到别克斯和库莱布拉岛的海上运输有关的紧急状态将一直有效，直到2022年轮渡运输系统私有化为止。 团体抗议渡轮服务不足导致警察与抗议者之间发生冲突后，佩德罗·皮埃鲁伊西说，他支持示威活动的当地安全部队“ Fuerzas Unidas de RapidaAcción”的行动。
2022年3月20日，在新進步黨大會期間，州長佩德羅·皮爾路易斯宣布將競選連任。 在 2022 年 8 月 28 日的採訪中，他向媒體重申他實際上會再次參選。
2023 年 2 月，佩德羅·皮耶路易西 (Pedro Pierluisi) 向華盛頓特區參議院請求美利堅合眾國批准該法案，該法案規定在波多黎各進行選舉磋商，選擇美國建國、獨立或與美國自由聯合獨立。美國。 （页面存档备份，存于）.